# Coupe de Tunisie de football 2003-2004
Navigation
Coupe de Tunisie 2002-2003 Coupe de Tunisie 2004-2005
La coupe de Tunisie de football 2003-2004 est la 47e édition de la coupe de Tunisie depuis 1956 et la 72e depuis 1923. C'est une compétition à élimination directe mettant aux prises des centaines de clubs de football amateurs et professionnels à travers la Tunisie. Elle est organisée par la Fédération tunisienne de football et ses ligues régionales. L'importance des engagements de l'équipe de Tunisie amène à faire disputer les deux derniers tours de la coupe au cours de la saison suivante.

## Résultats

### Premier tour
Il est disputé par 88 clubs : les 24 clubs de Ligue 3, les 56 clubs de Ligue 4 et huit clubs représentant les huit ligues régionales (Ligue 5).
- Nord :
  - Kalâa Sport (Ligue 3) - Union sportive de Siliana (Ligue 4) : 2 - 1
  - Club sportif des cheminots (Ligue 4) - Football Club de Jérissa (Ligue 4) : 1 - 0
  - Enfida Sports (Ligue 3) - Avenir sportif keffois de Barnoussa (Ligue 4) : Forfait
  - Club sportif de Rouhia (Ligue 4) - Union sportive de Bousalem (Ligue 3) : 0 - 0 (5 - 4 t. a. b.)
  - El Ahly Mateur (Ligue 4) - Association Mégrine Sport (Ligue 3) : 0 - 2
  - Croissant sportif de M'saken (Ligue 5 Sousse) - Club sportif de Korba (Ligue 3) : 0 - 6
  - Étoile sportive de Radès (Ligue 4) - Jeunesse sportive d'El Omrane (Ligue 4) : 0 - 1
  - Espoir sportif de Haffouz (Ligue 4) - Ettadhamen Sports (Ligue 4) : 0 - 1
  - Union sportive de Nadhour (Ligue 4) - Eclair testourien (Ligue 5 Bizerte) : Forfait
  - Union sportive de Djedeida (Ligue 4) - Tinja Sports (Ligue 4) : 4 - 0
  - Jeunesse sportive de Tebourba (Ligue 4) bat Union sportive de Sidi Bou Ali (Ligue 4)
  - Avenir sportif de Mohamedia (Ligue 4) - Dahmani Athlétique Club (Ligue 5 Le Kef) : Forfait
  - Étoile sportive de Tajerouine (Ligue 4) - El Alia Sports (Ligue 4) : 2 - 0
  - STIR sportive de Zarzouna (Ligue 3) - Union sportive de Kélibia (Ligue 4) : 2 - 0
  - Widad sportif du Sers (Ligue 4) - Stade soussien (Ligue 3) : 0 - 1
  - Ezzahra Sports (Ligue 4) - Jeunesse sportive de Mornaguia (Ligue 5 Tunis) : Forfait
  - Flèche sportive de Ras Jebel (Ligue 4) - Étoile sportive du Fahs (Ligue 3) : 1 - 0
  - Association sportive de l'Ariana (Ligue 3) - Club medjezien (Ligue 4) : 3 - 1
  - Stade nabeulien (Ligue 4) - Mouloudia sportive de la Manouba (Ligue 4) : 1 - 3
  - Grombalia Sports (Ligue 4) - Hirondelle sportive de Kalâa Kebira (Ligue 3) : 0 - 0 (3 - 4 t. a. b.)
  - Stade africain de Menzel Bourguiba (Ligue 3) - Jeunesse sportive de la Soukra (Ligue 4) : Forfait
  - Club sportif de Makthar (Ligue 3) - Vague sportive de Menzel Abderrahmane (Ligue 4) : Forfait
- Sud :
  - Association sportive de Mahrès (Ligue 4) - Union sportive de Ksibet el-Médiouni (Ligue 4) : 3 - 2
  - Étoile sportive de Métlaoui (Ligue 3) - Club sportif de Hazgui (Ligue 4) : Forfait
  - Union sportive de Zarzis (Ligue 4) - Aigle sportif de Téboulba (Ligue 4) : 1 - 1 (3 - 0 t. a. b.)
  - Club sportif de Chebba (Ligue 3) - La Palme de Tozeur Avenir (Ligue 3) : 0 - 1
  - Stade gabésien (Ligue 3) - Ghomrassen Sports (Ligue 3) : Forfait
  - Union sportive de Ben Guerdane (Ligue 4) - Club sportif de Jebiniana (Ligue 4) : Forfait
  - Avenir sportif de Rejiche (Ligue 4) - Sfax railway sport (Ligue 3) : 1 - 2
  - Flèche sportive de Gafsa-Ksar (Ligue 4) - Tahdhib sportif de Skhira (Ligue 5 Sfax) : 0 - 2
  - Essor sportif de Regueb (Ligue 4) - Stade sportif gafsien (Ligue 4) : 3 - 0
  - Flèche sportif de Zéramdine (Ligue 4) - Mine sportive de Métlaoui (Ligue 4) : Forfait
  - Badr sportif d'El Aïn (Ligue 4) - Sporting Club de Moknine (Ligue 3) : 1 - 0
  - Étoile sportive d'El Jem (Ligue 4) - Football M'dilla Club (Ligue 4) : 1 - 0
  - El Makarem de Mahdia (Ligue 3) - Étoile sportive de Fériana (Ligue 4) : Forfait
  - Ennahdha sportive de Jemmal (Ligue 3) - Avenir sportif de Lalla (Ligue 4) : Forfait
  - Stade sportif sfaxien (Ligue 3) - Club Ahly sfaxien (Ligue 4) : 3 - 0
  - Gazelle sportive de Moularès (Ligue 5 Gafsa) - Jeunesse sportive de Ouedhref (Ligue 5 Gabès) : Forfait
  - Union sportive de Ksour Essef (Ligue 4) - Océano Club de Kerkennah (Ligue 3) : 0 - 2
  - Progrès sportif de Sakiet Eddaïer (Ligue 4) - Club sportif hilalien (Ligue 4) : 0 - 1
  - Étoile olympique de Sidi Bouzid (Ligue 4) - Nasr sportif de Touza (Ligue 5 Monastir) : Forfait
  - Union sportive de Tataouine (Ligue 4) - Aigle sportif de Jilma (Ligue 4) : Forfait
  - Oasis sportive de Chenini (Ligue 4) - Union sportive de Sbeïtla (Ligue 3) : Forfait
  - Widad sportif d'El Hamma (Ligue 4) - Avenir sportif de Souk Lahad (Ligue 4) : 1 - 2

### Deuxième tour
56 clubs participent à ce tour : les 44 qualifiés du premier tour et les douze clubs de la Ligue 2.
- Association sportive de Mahrès - Avenir sportif de Mohamedia : 1 - 0
- Étoile sportive de Tajerouine - Étoile sportive de Métlaoui : 2 - 1
- STIR sportive de Zarzouna - Stade soussien : 1 - 0
- Union sportive de Zarzis - Stade gabésien : 0 - 4
- Union sportive de Ben Guerdane - Espérance sportive de Zarzis (Ligue 2) : 2 - 1
- Sfax railway sport - Tahdhib sportif de Skhira : 0 - 0 (4 - 2 t. a. b.)
- Essor sportif de Regueb  bat Kalâa Sport
- Ezzahra Sports - Flèche sportive de Ras Jebel : 0 - 0 (2 - 0 t. a. b.)
- Olympique du Kef (Ligue 2) - Étoile olympique La Goulette Kram (Ligue 2) : 1 - 2
- Flèche sportif de Zéramdine - Jendouba Sports (Ligue 2) : 0 - 0 (2 - 4 t. a. b.)
- Badr sportif d'El Aïn bat La Palme de Tozeur Avenir
- Étoile sportive d'El Jem - Club sportif de Makthar : 0 - 1
- El Gawafel sportives de Gafsa (Ligue 2) - El Makarem de Mahdia : 1 - 0
- Association sportive de l'Ariana - Mouloudia sportive de la Manouba : 1 - 0
- Hirondelle sportive de Kalâa Kebira - Stade africain de Menzel Bourguiba : 0 - 1
- Ennahdha sportive de Jemmal - Jeunesse sportive d'El Omrane : 2 - 1
- Ettadhamen Sports - Union sportive de Nadhour : 0 - 1
- Union sportive de Djedeida - Jeunesse sportive de Tebourba : 1 - 1 (4 - 3 t. a. b.)
- Espoir sportif de Hammam Sousse (Ligue 2) - Stade sportif sfaxien : 1 - 0
- Jeunesse sportive kairouanaise (Ligue 2) - Avenir sportif de Kasserine (Ligue 2) : 0 - 0 (5 - 4 t. a. b.)
- Gazelle sportive de Moularès - Association Mégrine Sport : 0 - 0 (3 - 2 t. a. b.)
- Club sportif de Korba - Océano Club de Kerkennah : 1 - 1 (3 - 4 t. a. b.)
- Club sportif hilalien - Association sportive de Djerba (Ligue 2) : 0 - 0 (3 - 1 t. a. b.)
- Club sportif de Rouhia - Étoile olympique de Sidi Bouzid : 1 - 0
- Union sportive de Tataouine - Oasis sportive de Chenini : Forfait
- Avenir sportif de Gabès (Ligue 2) - Enfida Sports : 2 - 1
- Avenir sportif de Souk Lahad - Espoir sportif de Jerba (Ligue 2) : 0 - 3
- Club sportif des cheminots - Club olympique de Médenine (Ligue 2) : 0 - 1

### Troisième tour
Il se déroule entre les 28 qualifiés du deuxième tour :
- Association sportive de Mahrès - Étoile sportive de Tajerouine : Forfait
- STIR sportive de Zarzouna - Stade gabésien : 1 - 0
- Union sportive de Ben Guerdane - Sfax railway sport : 0 - 0 (2 - 4 t. a. b.)
- Essor sportif de Regueb - Ezzahra Sports : 2 - 1
- Étoile olympique La Goulette Kram - Jendouba Sports : 2 - 0
- Badr sportif d'El Aïn - Club sportif de Makthar : 1 - 0
- El Gawafel sportives de Gafsa - Association sportive de l'Ariana : 0 - 0 (3 - 4 t. a. b.)
- Stade africain de Menzel Bourguiba - Ennahdha sportive de Jemmal : 3 - 1
- Union sportive de Nadhour - Union sportive de Djedeida : 2 - 1
- Espoir sportif de Hammam Sousse - Jeunesse sportive kairouanaise : 2 - 2 (4 - 5 t. a. b.)
- Gazelle sportive de Moularès - Océano Club de Kerkennah : 1 - 0
- Club sportif hilalien - Club sportif de Rouhia : 1 - 0
- Union sportive de Tataouine - Avenir sportif de Gabès : 1 - 0
- Espoir sportif de Jerba - Club olympique de Médenine : 2 - 0

### Seizièmes de finale
Vingt clubs disputent ce tour : les quatorze clubs qualifiés du tour précédent et six clubs de la Ligue 1 alors que les six autres sont qualifiés d'office pour les huitièmes de finale.
| Date | Équipe 1                           | Équipe 2                          | Score 90'         | Score Prol.       | Tirs au but |
|      | Espérance sportive de Tunis        | -                                 | Qualifié d'office |                   |             |
|      | Association sportive de Mahrès     | Club olympique des transports     | 1 - 0             |                   |             |
|      | Stade tunisien                     | -                                 | Qualifié d'office |                   |             |
|      | STIR sportive de Zarzouna          | Sfax railway sport                | 1 - 1             | 1 - 1             | 5 - 4       |
|      | Avenir sportif de La Marsa         | Étoile sportive de Béni Khalled   | 2 - 0             |                   |             |
|      | Essor sportif de Regueb            | Étoile olympique La Goulette Kram | 1 - 1             | 1 - 2             |             |
|      | Badr sportif d'El Aïn              | Association sportive de l'Ariana  | 2 - 1             |                   |             |
|      | Stade africain de Menzel Bourguiba | Club sportif de Hammam Lif        | 0 - 3             |                   |             |
|      | Club africain                      | -                                 | Qualifié d'office |                   |             |
|      | Union sportive de Nadhour          | Jeunesse sportive kairouanaise    | 2 - 2             | 2 - 3             |             |
|      | Club sportif sfaxien               | -                                 | Qualifié d'office |                   |             |
|      | Union sportive monastirienne       | -                                 |                   | Qualifié d'office |             |
|      | Gazelle sportive de Moularès       | Club athlétique bizertin          | 0 - 1             |                   |             |
|      | Union sportive de Tataouine        | Espoir sportif de Jerba           | 1 - 3             |                   |             |
|      | Club sportif hilalien              | Olympique de Béja                 | 1 - 3             |                   |             |
|      | Étoile sportive du Sahel           | -                                 | Qualifié d'office |                   |             |

### Huitièmes de finale
| Date         | Équipe 1                       | Équipe 2                          | Score 90' | Score Prol. | Tirs au but |
| 6 mars 2004  | Club sportif de Hammam Lif     | Étoile olympique La Goulette Kram | 1 - 0     |             |             |
| 6 mars 2004  | Club sportif sfaxien           | Avenir sportif de La Marsa        | 1 - 0     |             |             |
| 6 mars 2004  | STIR sportive de Zarzouna      | Jeunesse sportive kairouanaise    | 1 - 3     |             |             |
| 6 mars 2004  | Espoir sportif de Jerba        | Espérance sportive de Tunis       | 0 - 6     |             |             |
| 6 mars 2004  | Badr sportif d'El Aïn          | Club athlétique bizertin          | 0 - 1     |             |             |
| 6 mars 2004  | Olympique de Béja              | Club africain                     | 1 - 0     |             |             |
| 7 mars 2004  | Association sportive de Mahrès | Étoile sportive du Sahel          | 0 - 4     |             |             |
| 31 mars 2004 | Union sportive monastirienne   | Stade tunisien                    | 1 - 0     |             |             |

### Quarts de finale
| Date          | Équipe 1                     | Équipe 2                       | Score 90' | Score Prol. | Tirs au but |
| 13 avril 2004 | Club athlétique bizertin     | Étoile sportive du Sahel       | 0 - 0     | 0 - 0       | 3 - 4       |
| 13 avril 2004 | Club sportif sfaxien         | Olympique de Béja              | 2 - 1     |             |             |
| 13 avril 2004 | Union sportive monastirienne | Jeunesse sportive kairouanaise | 0 - 1     |             |             |
| 13 avril 2004 | Espérance sportive de Tunis  | Club sportif de Hammam Lif     | 2 - 0     |             |             |

### Demi-finales
| Date            | Équipe 1                 | Équipe 2                       | Score 90' | Score Prol. | Tirs au but |
| 5 novembre 2004 | Club sportif sfaxien     | Jeunesse sportive kairouanaise | 2 - 1     |             |             |
| 5 novembre 2004 | Étoile sportive du Sahel | Espérance sportive de Tunis    | 1- 1      | 1 - 1       | 2 - 3       |

### Finale
| Date             | Équipe 1             | Équipe 2                    | Score 90' | Score Prol. | Tirs au but |
| 20 novembre 2004 | Club sportif sfaxien | Espérance sportive de Tunis | 0 - 0     | 2 - 0       |             |

## Meilleur buteur
Hamdi Harbaoui (Espérance sportive de Tunis) et Haykel Guemadia (Club sportif sfaxien) marquent chacun trois buts.